# Johnstown Castle
Johnstown Castle er en nygotisk borg, der ligger i County Wexford, Irland.
Den er en del af Johnstown Castle Estate, der dækker et område på 61 ha. for enden af vejen mellem Murntown og Rathaspeck, omkring 5,5 km sydvest for Wexford.
Den første fæstning på stedet var et beboelsestårn, der blev opført i 1100-tallet af Esmonde-familien, der var normannere som kom fra Lincolnshire i efter den normanniske invasion af Irland.